# Brunkronad busktörnskata
Brunkronad busktörnskata (Laniarius luehderi) är en fågel i familjen busktörnskator inom ordningen tättingar.

## Utseende och läte
Brunkronad busktörnskata är en vacker medlem av familjen. Adulta fåglar är svarta ovan med ett vitt band i vingen. Huvudet och bröstet är orange, medan buken är vit. Bland lätena hörs en vibrerande och snabb drill, grodlika toner och låga gnissliga ljud.

## Utbredning och systematik
Den förekommer i centrala Afrika, närmare bestämt i östra Nigeria, södra Kamerun, Sydsudan, västra Kenya och sydvästra Tanzania. Vissa behandlar både gabelabusktörnskata (Laniarius amboimensis) och angolabusktörnskata (Laniarius brauni) som underarter.

## Levnadssätt
Arten hittas i gläntor i skog, skogslandskap, buskage och igenväxta jordbruksmarker. Där håller den sig dold i tät växtlighet.

## Status
Arten har ett stort utbredningsområde och beståndet anses vara stabilt. Internationella naturvårdsunionen IUCN listar den därför som livskraftig (LC).

## Namn
Fågelns vetenskapliga artnamn hedrar Wilhelm Lühder (1847-1873), tysk naturforskare och samlare av specimen i Kamerun 1872-1873.